# Banu Quda'a
I Banū Quḍaʿa (in arabo بنو قضاعة ‎?) furono una tribù araba himyarita che fu costretta a emigrare dallo Yemen. Essa s'insediò nelle aree meridionali del regno lakhmide, nella regione chiamata Samawa.